# Vaya Con Dios (музичка група)
Ваја Кон Диос је белгијска музичка група коју су 1986. основали Дани Клеин, Дирк Схауфс (Dirk Schoufs), и Вили Ламбрехт (којег је касније заменио Жан-Мишел Гиелен). Име групе је на шпанском ("Vaya Con Dios") и значи "Иди с Богом" или "Бог нека је с тобом".
Група је имала успеха на међународној сцени са песмама "Just a Friend of Mine" (хит у Француској), "What's a Woman?" (хит број 1 у Холандији, 1990. године), "Nah Neh Nah", "Don't Cry for Louie", "Puerto Rico", "Heading for a Fall", "Johnny" и "Don't Break My Heart".
Укупно, група Ваја Кон Диос је продала преко 7 милиона албума и више од 3 милиона синглова.

## Историја музичке групеВаја Кон Диос
Дани Клеин, главни вокал и Вили Ламбрегт су пре наступали у бенду Arbeid Adelt! , а онда су одлучили да оснују банд Ваја Кон Диос заједно са контрабасистом Дирком Шоуфсом, јер су све троје имали интересовање према циганској музици, џезу и опери – жанровима које су вољели а који до тада нису били уобичајни у Бриселу.
Њихов први сингл, Just a Friend of Mine, имао је латинске звуке и постао је велики хит у Француској, где је продат у више од 300 000 примерака. Након тога Вили Ламбрегт је напустио групу, а заменио га је Жан-Мишел Гиелен.
Иако је група Ваја Кон Диос имала успеха у многим латиноамеричким земљама, скоро да је била непозната у Холандији, делом зато што је то био белгијски бенд, али и због њиховог помало циганског стила. У лето 1990. они коначно стичу популарност у Холандији са синглом What's a Woman?, који је био број 1 читаве три седмице и тако учинио чланове Ваја Кон Диос другим белгијским музичарима, који су имали хит број 1 у Холандији (први је био Иван Хеyлен 1974) Песма говори о повезаности човека и жене, који не могу једно без другога.
Током 1991. године, Дани Клеин и Дирк Шоуфс одлучују да се раздвоје, а након разлаза, Клеин почиње да свира са познатим музичарима. 24. маја 1991. године, Шоуфс је преминуо од АИДС-а (био је ХИВ позитиван, због његове овисности о хероину). Њихов трећи албум, Time Flies је меланхоличнији од претходних.
Иако се кроз време у бенду врста музике и композиција мењала, Ваја Кон Диос је стекао популарност у већем делу Европе – нарочито у Француској, Немачкој и Скандинавији, све до 1996, када Клеин напушта посао са музиком због превише стреса. Она се вратила у музичке воде 1999. као певачица у групи Purple Prose, која је, исте године, издала истоимени дебитантски албум. Ваја Кон Диос се враћа 2004. године са новим албумом The Promise, којег није издала ни једна издавачка кућа. Током 2006, група издаје албум The Ultimate Collection, компилацију највећих хитова, са DVD-ом концерта у Бриселу и са још неким додацима, као што је интервју са Дани, неке необјављене слике и изјаве о првом непознатом синглу Pauvre Diable.
Године 2013. Дани Клеин је започела опроштајну турнеју групе Ваја Кон Диос. Последњи концерт одржан је 25. октобра 2014. године у Forest National у Бриселу.

## Дискографија:

### Синглови
1. Just a Friend of Mine, 1987
2. Puerto Rico, 1988
3. Don't Cry for Louie, 1988
4. Johnny, 1989
5. Nah Neh Nah, 1990
6. What's a Woman, 1990
7. Heading for a Fall, 1992
8. So Long Ago, 1993
9. Time Flies, 1994
10. Don't Break My Heart, 1995
11. Stay with Me, 1996
12. Lonely Feeling, 1996
13. No One Can Make You Stay, 2004
14. La Vida Es Como Una Rosa/Take Heed, 2005
15. Pauvre Diable, 2006
16. What's a Woman ft.Aaron Neville, 2006
17. Les Voiliers sauvages de nos vies, 2009
18. Comme on est venu, 2010
19. Matelots, 2010
20. Hey (Nah Neh Nah), 2011
21. Look at Us Now, 2014

### Студијски албуми:
1. Vaya Con Dios, 1988
2. Night Owls, 1990
3. Time Flies, 1992
4. Roots and Wings, 1995
5. The Promise,2004
6. Comme on est venu..., 2009

### Компилације, концертни албуми уживо:
1. The Best of Vaya Con Dios, 1996
2. What's a Woman: The Blue Sides of Vaya Con Dios, 1998
3. The Ultimate Collection, 2006
4. Thank You All! (Concert enregistré le 25 octobre 2014 au Forest National à Bruxelles),2014